# Waterspringstaarten
Waterspringstaarten (Poduridae) zijn een familie van springstaarten en telt vier soorten.

## Beschrijving
De kleur varieert van bruin of roodbruin tot donkerblauw of zwart. De platte, lange springvork reikt tot de ventrale tubus onder het achterlijf. Deze beide apparaten stellen het dier in staat om goed te springen, respectievelijk zich goed vast te hechten aan het wateroppervlak. Het voedsel bestaat uit kleine organische deeltjes en micro-organismen. De eieren worden afgezet tussen planten in en rond het water.

## Verspreiding en leefgebied
Deze familie komt voor op het noordelijk halfrond op het oppervlak van sloten, vijvers, kanalen en veentjes.

## Taxonomie
- Geslacht Podura - Linnaeus, 1758
  - Podura aquatica - Linnaeus, 1758
  - Podura fuscata - Koch & Berendt, 1854
  - Podura infernalis - Motschulski, 1850
  - Podura pulchra - Koch & Berendt, 1854